# Beatriz Zaneratto João
Beatriz Zaneratto João (sinh ngày 17 tháng 12 năm 1993), thường được biết đến với cái tên Beatriz hoặc Bia, là một cầu thủ bóng đá nữ chuyên nghiệp người Brazil đang chơi cho câu lạc bộ Incheon Red Angels của giải WK League ở Hàn Quốc và đội tuyển bóng đá nữ quốc gia Brazil. Cô đã có 4 lần tham dự Giải vô địch bóng đá nữ thế giới vào các năm 2011, 2015, 2019 và 2023.

## Sự nghiệp câu lạc bộ
Beatriz gia nhập đội bóng địa phương Ferroviária ở tuổi 13. Năm 2010, cô chuyển sang chơi cho đội đương kim vô địch Copa Libertadores Femenina là Santos. Vào tháng 2 năm 2013, Beatriz và đồng đội của cô tại câu lạc bộ Vitória das Tabocas, Thaís Guedes tuyên bố rằng họ chấp nhận chuyển đến câu lạc bộ Hàn Quốc Incheon Hyundai Steel Red Angels. Beatriz giành được chức vô địch WK League vào các năm 2013, 2014, 2015 và 2016 với đội bóng này. Trong chức vô địch năm 2015, cô ghi một bàn thắng gỡ hòa ở phút 123 để buộc trận đấu bước vào loạt đá luân lưu, tại đây đội của cô đã giành chiến thắng, qua đó đoạt chức vô địch.

## Sự nghiệp quốc tế
Trước thềm Giải vô địch bóng đá nữ U-17 thế giới 2008, Beatriz, khi đó mới 14 tuổi, là cầu thủ trẻ nhất trong đội hình của Brazil và được tờ báo The New Zealand Herald nhận định là "cầu thủ đáng xem".
Beatriz chính thức ra mắt đội tuyển quốc gia vào tháng 5 năm 2011 trong trận giao hữu với Chile tại Estádio Rei Pelé ở Maceió. Cô có tên trong đội hình của Brazil tham dự Giải vô địch bóng đá nữ thế giới 2011 tại Đức và góp mặt trong chiến thắng 3–0 trước Guinea Xích đạo ở vòng bảng.
Vào tháng 2 năm 2015, Beatriz chuẩn bị cùng đội tuyển quốc gia tham dự Giải vô địch bóng đá nữ thế giới 2015 và Thế vận hội Rio 2016. Tại kỳ World Cup được tổ chức ở Canada, Beatriz vào sân thay người từ băng ghế dự bị trong trận đấu cuối cùng ở vòng bảng trước Costa Rica và thất bại 0–1 trước Úc ở vòng 16 đội.